# 松下千吉
松下 千吉（まつした せんきち、1929年 - 2004年7月1日）は、イギリス文学者。京都大学名誉教授。後、英知大学教授。18世紀 - 19世紀のイギリス・ロマン主義詩人が専門で、特にウィリアム・ワーズワースの研究において数多くの業績を残した。島根県生まれ。

## 略歴
- 1953年 - 島根大学文理学部卒業
- 1955年 - 京都大学大学院文学研究科修士課程
- 1958年
  - 京都大学大学院文学研究科博士課程単位取得後退学
  - 大谷大学助教授（1959年まで）
- 1959年 - 京都大学講師（1960年まで）
- 1960年 - 京都大学教養部助教授（1979年まで）
- 1979年 - 京都大学教養部教授（1992年まで）
- 1992年
  - 京都大学名誉教授
  - 英知大学文学部教授（2003年まで）

## 著書
- 『ワーズワス考―人（間）・自然・唯一者』（京都修学社 1996年）

## 共著
- 『世界批評大系 (6) 詩論の現在』（筑摩書房 1975年）篠田一士
- 『サピエンチア 山内邦臣教授追悼記念号 行きて帰る心：Robert Frost の "toward heaven" をめぐって』（英知大学論叢 2002年）
- 『サピエンチア 山内邦臣教授追悼記念号 菫と詩の風土-香りの含意をめぐる断章："She dwells among the untrodden ways"』（英知大学論叢 2000年）
- 『恣意の空間と摂理の空間-2-「序曲」（第一巻）の鳥の巣掠（と）りの少年・覚え書き-1～4-』（英文学評論 1980年）
- 『歓びの静謐と生動--ワーズワスからクレアへ--'Glee'・「歓び（の歌）」という言葉の復活について-3-』（英文学評論第29集〕（石田賞受賞論文）

## 訳書
- 『世界文学全集66 キーツ、ジョン』（筑摩書房 1969年）